# Li Zongren
Li Zongren ou Li Tsung-jen (chinês: 李宗仁, pinyin: Lǐ Zōngrén, Wade–Giles: Li3 Tsung1-jen2) (13 de agosto de 1890 - 30 de janeiro de 1969), nome de cortesia Delin (Te-lin; 德鄰), foi um proeminente líder militar da camarilha de  Guangxi e comandante militar do Kuomintang (KMT) durante a Expedição do Norte, guerra planície centrais,a Segunda Guerra Sino-Japonesa e a Guerra Civil Chinesa. Atuou como vice-presidente e presidente interino da República da China sob a Constituição de 1947.

## Primeiros anos de vida
Li Zongren nasceu no vilarejo de Xixiang (西鄉村), perto de Guilin, em Guangxi, o segundo mais velho de uma família Han de cinco meninos e três meninas. Seu pai, Li Peiying (李培英), era professor em um vilarejo. Após uma educação precária, Li se matriculou em uma escola militar da província. Ele se filiou ao Tongmenghui, a aliança revolucionária de Sun Yat-sen, em 1910, mas, naquela época, tinha pouca compreensão dos objetivos mais amplos de reforma e reunificação nacional de Sun. A província natal de Li, Guangxi, também era a província natal do general Taiping Li Xiucheng, com quem a família de Li alegava ter parentesco.

### Vida Militar
Educado por Cai E, Li se formou na Escola de Treinamento de Quadros Militares de Guilin e, em 1916, tornou-se comandante de pelotão no exército do senhor da guerra de Guangxi, Lu Rongting. O superior direto de Li era Lin Hu. Lu, o governador de Guangxi, era um ex-bandido que tinha ambições de se expandir para as províncias vizinhas, especialmente Guangdong. Nos anos seguintes, os senhores da guerra de Guangxi e Guangdong se envolveram em batalhas mutuamente destrutivas, e ambos ocuparam partes do território um do outro em vários momentos. Lu e seus associados mais próximos eram conhecidos coletivamente como a Velha Camarilha de Guangxi. Durante uma batalha contra um senhor da guerra rival em Hunan, em 1918, a bravura de Li lhe rendeu uma promoção a comandante de batalhão.
Em 1921, Li Zongren acompanhou Lin Hu e Lu Rongting na segunda invasão de Lu a Guangdong, atacando as forças sob o comando de Chen Jiongming. Quando a invasão de Lu sofreu uma derrota desastrosa, Li liderou a retaguarda enquanto as forças da Velha Camarilha de Guangxi recuavam. A maioria dos oficiais de Lin Hu era composta por ex-bandidos e milicianos recrutados anteriormente por Lin nas áreas Zhuang de Guangdong. Durante a campanha, muitos desses oficiais desertaram para as forças de Guangdong, levando suas unidades com eles. Diante da derrota, o batalhão de Li Zongren foi reduzido a cerca de 1.000 homens e "afundou na grama" para escapar.

### Ascensão ao poder
Após a derrota de Lu, a maior parte de seu exército se dissolveu em grupos independentes de soldados, muitos dos quais recorreram ao banditismo para sobreviver. Missionários estrangeiros e trabalhadores humanitários que atuavam em Guangxi nessa época relataram que o banditismo na região era extremamente comum e grave, com os bandidos geralmente saqueando todos os alimentos e objetos de valor de vilarejos indefesos e recorrendo a assassinatos e até ao canibalismo público para extorquir resgates dos parentes das pessoas que sequestravam. Li, determinado a se tornar mais do que um simples bandido, começou a construir uma força militar própria, composta por soldados profissionais que se equiparavam a qualquer grupo de bandidos ou irregulares Zhuang que Lu Rongting utilizara em sua tentativa de recuperar o poder em Guangxi. Posteriormente, Li juntou-se ao Kuomintang de Sun Yat-sen, após este estabelecer uma base em Guangdong.
Como o caos se tornou a norma em Guangxi, Li se tornou o comandante independente de uma área de vários condados na fronteira com Guangdong, e teve a companhia de seu velho amigo e colega Huang Shaoxiong. A administração de Li e Huang foi creditada por manter a área que eles controlavam relativamente livre de bandidos e pequenas batalhas que assolavam Guangxi na época. Em 1924, enquanto Lu era cercado por rebeldes em Guilin, Li e seus colegas ocuparam pacificamente a capital da província, Nanning. Lu então fugiu e se refugiou na Indochina Francesa. No mês seguinte, Sun Yat-sen, de sua base de operações em Guangdong, reconheceu Li Zongren e seus aliados Huang Shaoxing e Bai Chongxi como governantes de Guangxi. Juntos, eles ficaram conhecidos como a Nova Camarilha de Guangxi.

### General do Kuomintang
Li reorganizou suas forças como o “Exército de Pacificação de Guangxi”. Ele foi nomeado Comandante-em-Chefe, Huang Shaohong, Vice-Comandante, e Bai Chongxi, Chefe do Estado-Maior. Em agosto, eles haviam expulsado todos os outros concorrentes da província. Li Zongren foi governador militar de Guangxi de 1924 a 1925 e, de 1925 a 1949, Guangxi permaneceu sob sua influência.
Em 1926, Li permitiu que seus soldados se alistassem nos exércitos do Kuomintang, mas manteve o controle pessoal de suas tropas. Um conselheiro soviético foi enviado a Guangxi, e as forças de Li foram renomeadas como Sétimo Corpo do Exército. Li passou a ser general comandante na Expedição do Norte, durante a qual foi nomeado comandante do 4º Grupo do Exército, composto pelo Exército de Guangxi e outras forças provinciais, totalizando 16 corpos e seis divisões independentes.
As primeiras vitórias de Li como general nacionalista foram em Hunan, onde ele derrotou o senhor da guerra rival Wu Peifu em duas batalhas sucessivas e capturou a capital da província, Wuhan, em 1926. Após essas vitórias, Li tornou-se um general famoso e popular dentro do KMT, e seu exército ficou conhecido como “Exército Voador” e “Exército de Aço”. Quando Wang Jingwei instalou uma facção esquerdista do KMT em Wuhan, Borodin tentou recrutar Li para se juntar aos comunistas, mas Li era leal a Chiang Kai-shek e recusou. Contra o conselho de seus conselheiros soviéticos, Li marchou para o lado norte do Yangze para atacar as forças do senhor da guerra Sun Chuanfang. Sun era o líder da “Liga das Cinco Províncias” (Zhejiang, Fujian, Jiangsu, Anhui e Jiangxi) e conseguiu deter o avanço de Chiang em seu território em Jiangxi. Li derrotou Sun em três batalhas sucessivas, garantindo seus territórios para o KMT.
Na época em que Li Zongren derrotou Sun Chuanfang, ele havia conquistado a reputação de ser fortemente contrário ao comunismo e altamente desconfiado do Comintern na China, e seu exército era um dos poucos destacamentos do KMT livres de séria influência comunista. Depois de receber a garantia de seu apoio, Chiang mandou redistribuir as unidades de Li para a nova capital, Nanquim. Em seguida, ele usou os exércitos de Li em Guangxi para eliminar os comunistas de sua própria Primeira Divisão. No Terror Branco resultante, milhares de suspeitos de serem comunistas foram sumariamente executados. O subordinado próximo de Li, Bai Chongxi, foi notável por seu importante papel nesse expurgo.
Em abril de 1928, Li, com Bai Chongxi, liderou o grupo do Quarto Exército em um avanço sobre Pequim, capturando Handan, Baoding e Shijiazhuang até 1º de junho. Zhang Zuolin se retirou de Pequim em 3 de junho, e o exército de Li tomou a cidade e Tianjin. Após a queda do governo de Wang Jingwei em Wuhan e a expulsão de todos os conselheiros soviéticos dos territórios controlados pelo KMT, Li foi encarregado de um dos cinco conselhos políticos do KMT criados para administrar os territórios controlados pelo KMT, com sede em Wuhan. Em janeiro de 1929, ele demitiu o nomeado de Nanquim para o comitê provincial de Hunan e, temendo represálias, fugiu para as concessões estrangeiras em Xangai. Chiang, então, providenciou para que Li e seus dois subordinados mais próximos fossem destituídos de seus cargos no governo e expulsos do partido para sempre.

## Retorno a Guangxi
Após seu desentendimento com Chiang Kai-shek, Li Zongren retornou a Guangxi e dedicou-se à administração interna da província, obtendo certo sucesso. Em 1929, ele apoiou o senhor da guerra de Shanxi, Yan Xishan, em sua tentativa de formar um governo central alternativo com sede em Pequim, o que levou à Guerra das Planícies Centrais. Li liderou tropas para reconquistar Hunan, avançando até o norte de Yueyang, antes que a derrota decisiva de Yan e seu aliado, Feng Yuxiang, para Chiang obrigasse Li a recuar de volta para Guangxi.
Após a derrota de Yan na Guerra das Planícies Centrais, Li se aliou a Chen Jitang, depois que Chen se tornou presidente do governo de Guangdong em 1931, e se preparou para lutar contra Chiang Kai-shek. Outra guerra civil teria eclodido se o Japão não tivesse invadido a Manchúria, levando Li e Chiang a encerrarem suas hostilidades e se unirem contra o Império do Japão.

## Segunda Guerra Sino-Japonesa

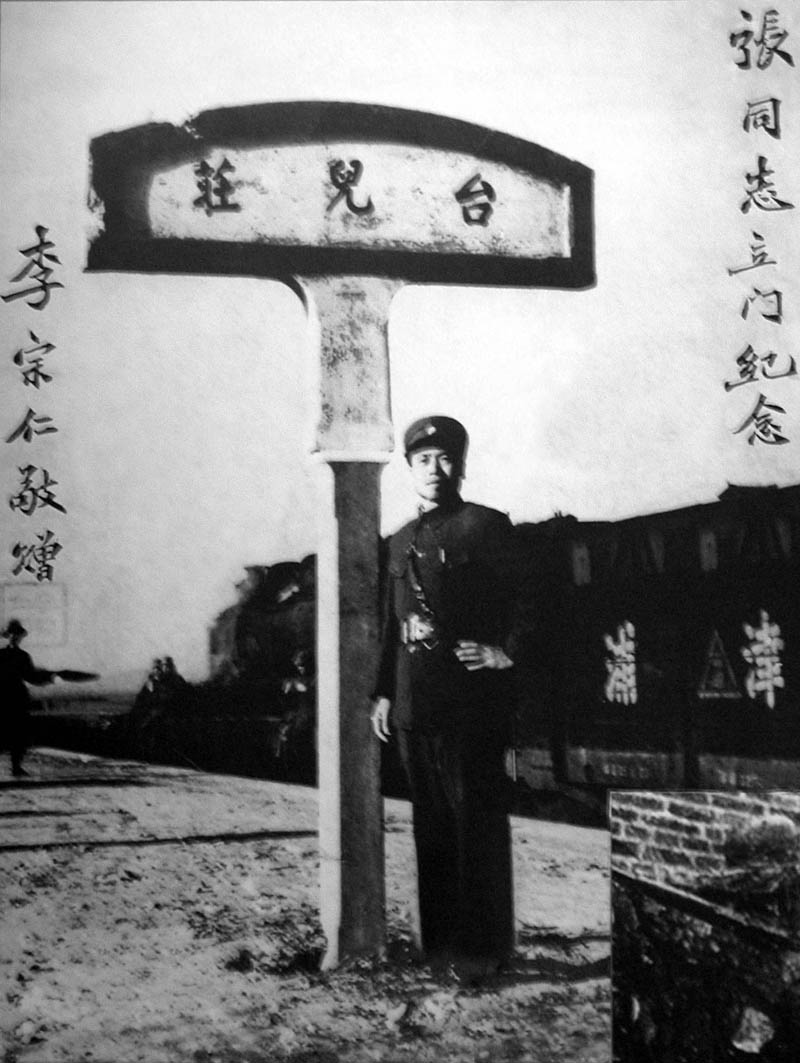
Li Zongren após a defesa bem-sucedida de Tai'erzhuang.

Em 1937, estourou uma guerra em grande escala entre o Japão e a China, dando início à Segunda Guerra Sino-Japonesa. Buscando aproveitar a experiência militar de Li, Chiang Kai-shek o promoveu a diretor da Quinta Zona de Guerra do Kuomintang. 
A primeira ação de Li contra os japoneses ocorreu na Batalha de Taierzhuang, em 1938, depois que o comunista Zhou Enlai (que auxiliava os nacionalistas como parte da Frente Unida) reconheceu Li como o general nacionalista mais capaz disponível e usou sua influência para nomeá-lo comandante-geral, apesar das reservas de Chiang sobre sua lealdade.
Sob o comando de Li, a defesa de Tai'erzhuang resultou em uma grande vitória para os chineses, com a morte de 20.000 a 30.000 soldados japoneses e a captura de uma grande quantidade de suprimentos e equipamentos. O triunfo foi atribuído principalmente ao planejamento estratégico e ao uso tático de Li, que atraiu os japoneses para uma armadilha e, em seguida, os aniquilou. A Batalha de Taierzhuang foi uma das primeiras grandes vitórias da China na guerra contra o Japão, provando que, com armamento adequado e uma liderança inspirada, os exércitos chineses poderiam resistir.
Li também participou da Batalha de Xuzhou, da Batalha de Wuhan, da Batalha de Suixian-Zaoyang, da Ofensiva de Inverno de 1939-40, da Batalha de Zaoyang-Yichang, da Operação Central de Hubei e da Batalha do Sul de Henan.
De 1943 a 1945, Li foi nomeado diretor do quartel-general do Generalíssimo, o que representou, na prática, uma aposentadoria virtual e indesejada do comando ativo, apesar de seus sucessos anteriores. Ele passou os últimos anos da guerra lamentando sua inatividade forçada.

## Guerra Civil Chinesa
Após a guerra, Li recebeu o cargo de diretor do quartel-general de campo de Beiping de 1945 a 1947. Esse era um cargo sem poder efetivo, e ele foi afastado do comando no início da Guerra Civil Chinesa.

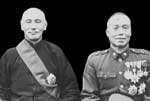
Chiang Kai-shek e Li Zongren

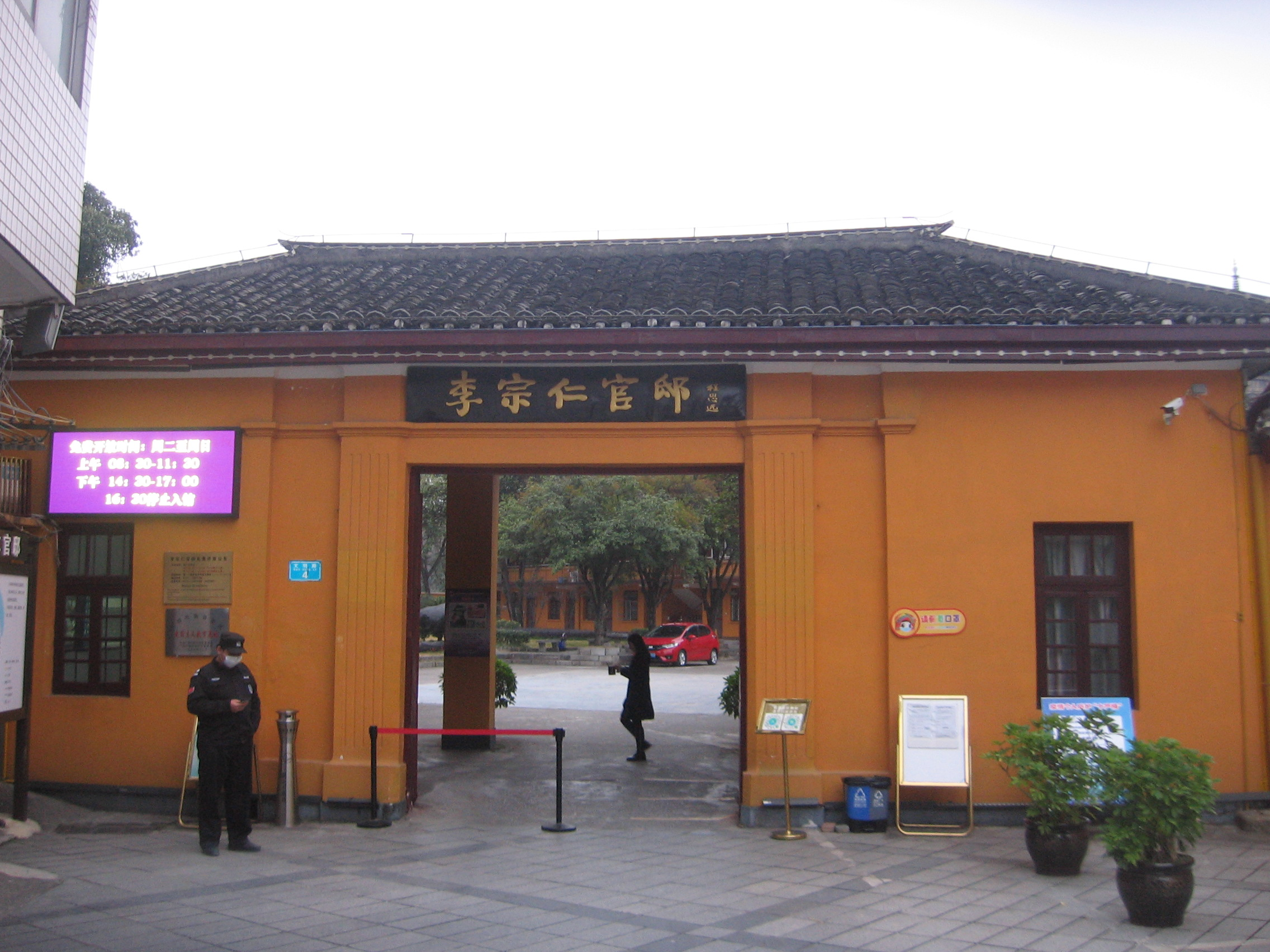
Antiga residência de Li Zongren em Guilin.

Em 28 de abril de 1948, Li foi eleito pela Assembleia Nacional como vice-presidente, cinco dias depois que seu oponente político Chiang Kai-shek se tornou presidente (Chiang havia se oposto à nomeação de Li, apoiando a candidatura de Sun Fo). Chiang renunciou no ano seguinte, em 21 de janeiro de 1949, em resposta a várias vitórias dos comunistas chineses no norte da China, e Li tornou-se o presidente interino no dia seguinte.
Após a renúncia de Chiang da presidência, Mao Zedong interrompeu momentaneamente os ataques contra os territórios do Kuomintang, tentando negociar uma rendição do KMT. Os Oito Pontos de Mao, as condições que ele exigia para o fim da guerra civil, eram:
1. Punir todos os criminosos de guerra (Chiang Kai-shek foi considerado o “número um”)[11]
2. Abolir a constituição inválida de 1947;
3. Abolir o sistema jurídico do KMT;
4. Reorganizar os exércitos nacionalistas;
5. Confiscar todo o capital burocrático;
6. Reformar o sistema de posse de terra;
7. Abolir todos os tratados traiçoeiros; e,
8. Convocar uma Conferência Consultiva Política completa para formar um governo de coalizão democrático.

Reconhecendo que a concordância com esses pontos levaria à entrega efetiva do controle da China ao PCC, Li tentou negociar condições mais brandas que poderiam levar ao fim da guerra civil, mas em vão. Em abril de 1949, quando os comunistas reconheceram que era improvável que Li aceitasse as condições impostas, eles enviaram um ultimato para Li para que aceitasse em cinco dias. Quando ele recusou, os comunistas retomaram sua campanha.
As tentativas de Li de negociar com os comunistas foram interpretadas por alguns membros do KMT como “ataques pacifistas” e aumentaram as tensões entre Li e Chiang (cujo relacionamento já era tenso). As políticas que Li queria implementar eram:
1. “Comandos de pacificação de bandidos” (剿總) a serem controlados por oficiais militares
2. As ordens excessivamente rígidas devem ser mais brandas
3. Eliminar as unidades de comando especiais anticomunistas (戡亂建國總隊)
4. Libertar prisioneiros políticos
5. Permitir a liberdade de imprensa
6. Eliminar a crueldade incomum na punição
7. Eliminar a prisão de civis sem motivos adequados

As tentativas de Li de implementar suas políticas enfrentaram diversos graus de oposição por parte dos partidários de Chiang e, em geral, não tiveram sucesso. Chiang antagonizou Li especialmente ao tomar posse de US$ 200 milhões em ouro e dólares americanos pertencentes ao governo central — recursos dos quais Li precisava desesperadamente para cobrir as crescentes despesas do governo — e transferi-los para Taiwan. Quando os comunistas capturaram a capital nacionalista de Nanquim, em abril de 1949, Li se recusou a acompanhar o governo central em sua fuga para Guangdong e, em vez disso, expressou sua insatisfação com Chiang ao se retirar para Guangxi.
O ex-senhor da guerra Yan Xishan, que havia fugido para Nanquim apenas um mês antes, rapidamente se inseriu na rivalidade, tentando reconciliar Li e Chiang na tentativa de resistir ao avanço comunista. A pedido de Chiang, Yan visitou Li para convencê-lo a não se retirar da vida pública. Ele começou a chorar ao falar sobre a perda de sua província natal, Shanxi, para os comunistas, e advertiu Li de que a causa nacionalista estaria condenada se ele não fosse para Guangdong. Li concordou em retornar sob a condição de que Chiang devolvesse a maior parte do ouro e dos dólares americanos pertencentes ao governo central e cessasse as interferências em sua autoridade. Depois que Yan comunicou essas exigências e Chiang concordou em cumpri-las, Li partiu para Guangdong.
O conflito entre Chiang e Li persistiu. Embora tivesse concordado em fazer isso como pré-requisito para o retorno de Li, Chiang se recusou a entregar mais do que uma fração da riqueza que havia enviado para Taiwan. Sem o respaldo do ouro ou da moeda estrangeira, o dinheiro emitido por Li e Yan diminuiu rapidamente de valor até se tornar praticamente sem valor algum.
Embora não ocupasse um cargo executivo formal no governo, Chiang continuou a dar ordens ao exército, e muitos oficiais continuaram a obedecer a Chiang em vez de Li. A incapacidade de Li de coordenar as forças militares do KMT o levou a colocar em prática um plano de defesa que ele havia contemplado já em 1948. Em vez de tentar defender todo o sul da China, Li ordenou que o que restava dos exércitos nacionalistas se retirasse para Guangxi e Guangdong, esperando que pudesse concentrar todas as defesas disponíveis nessa área menor e mais facilmente defensável. O objetivo dessa estratégia era manter uma base de apoio na China continental, na esperança de que os Estados Unidos acabassem sendo obrigados a entrar na guerra na China ao lado dos nacionalistas.
Chiang se opôs ao plano de defesa de Li porque ele teria colocado a maioria das tropas ainda leais a Chiang sob o controle de Li e de outros oponentes de Chiang no governo central. Para superar a intransigência de Chiang, Li começou a expulsar os apoiadores de Chiang dentro do governo central. Yan Xishan continuou suas tentativas de trabalhar com os dois lados, criando a impressão entre os partidários de Li de que ele era um “fantoche” de Chiang, enquanto os partidários de Chiang começaram a se ressentir amargamente com Yan por sua disposição de trabalhar com Li. Devido à rivalidade entre Chiang e Li, Chiang se recusou a permitir que as tropas nacionalistas leais a ele ajudassem na defesa de Guangxi e Guangdong, o que fez com que as forças comunistas ocupassem Guangdong em outubro de 1949.

## Exílio
Depois que Guangdong caiu nas mãos dos comunistas, Chiang transferiu o governo para Chongqing, enquanto Li efetivamente renunciou e voou para a cidade de Nova York para tratamento de sua doença crônica no duodeno no Hospital da Universidade de Columbia. Li visitou o presidente dos Estados Unidos, Harry S. Truman, e denunciou Chiang como um “ditador” e um “usurpador”. Li prometeu que “voltaria para esmagar” os movimentos de Chiang quando ele retornasse à China.
As defesas do Kuomintang continuaram a se desmoronar. O general Hu Zongnan ignorou as ordens de Li, o que enfureceu o general muçulmano Ma Hongkui. Irritado, Ma Hongkui enviou um telegrama a Li apresentando sua renúncia de todos os cargos que ocupava. Em seguida, fugiu para Taiwan, sendo sucedido por seu primo Ma Hongbin.
Em novembro de 1949, Chongqing também caiu, e Chiang transferiu seu governo para Chengdu, antes de finalmente se mudar para Taipei em dezembro de 1949. No entanto, ele não reassumiu formalmente a presidência até 1º de março de 1950. Em janeiro de 1952, Chiang ordenou que o Yuan de Controle, agora em Taiwan, destituísse Li no “Caso da falha de Li Zongren em cumprir seus deveres devido à conduta ilegal” (李宗仁違法失職案) e oficialmente destituiu Li do cargo de vice-presidente na Assembleia Nacional em 10 de março de 1954.

## Retorno a China Continental

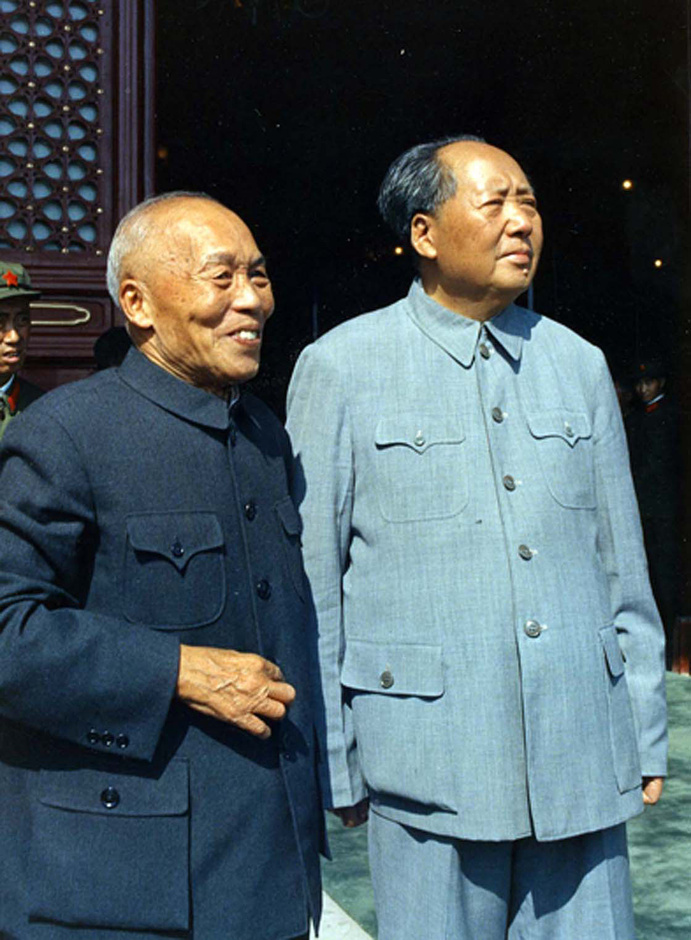
Li Zongren e Mao Tsé-tung em 1 de outubro de1966 durante as celebrações do Dia Nacional da República Popular da China.

Li permaneceu no exílio até 20 de julho de 1965, quando causou sensação ao retornar à China Comunista com o apoio de Zhou Enlai. Seu retorno à China foi usado como propaganda pelo governo comunista para incentivar outros membros do KMT a retornarem ao continente, independentemente de sua política. Li morreu de câncer duodenal em Pequim em 1969, aos 78 anos, durante a Revolução Cultural.
A residência de Li na China continental é vista por alguns comunistas chineses como o “retorno patriótico de Li ao abraço de sua pátria com sorrisos”, algo semelhante à “reforma” do ex-imperador Qing Pu Yi.

## Na cultura popular
Li Zongren foi retratado por Wang Xueqi no filme de 2009 Jian guo da ye (bra: A Fundação de uma República).